# Tomás Sandoval
Tomás David Sandoval (Santa Fe, Argentina, 30 de marzo de 1999) es un futbolista argentino. Juega como delantero y su equipo actual es Atlético Grau de la Liga1 de Perú.

## Biografía
Es hijo de Gustavo David Sandoval exjugador Sabalero. Llegó a Colón a los 11 años, antes jugó un año en Argentinos Juniors (club donde también jugó su padre) y después volvió a Santa Fe. Chupete Marini fue quien lo llevó a Colón.

## Clubes
| Club                | País      | Año           |
| ------------------- | --------- | ------------- |
| Colón               | Argentina | 2016-2021     |
| → Platense (cedido) | Argentina | 2021-presente |

## Estadísticas
| Equipo               | Div.           | Temporada      | Liga     | Liga  | Copa Nacional | Copa Nacional | Copa Internacional | Copa Internacional | Otros    | Otros | Total    | Total |
| Equipo               | Div.           | Temporada      | Partidos | Goles | Partidos      | Goles         | Partidos           | Goles              | Partidos | Goles | Partidos | Goles |
| Colón Argentina      | 1ª             | 2016           | 3        | 1     | -             | -             | -                  | -                  | -        | -     | 3        | 1     |
| Colón Argentina      | 1ª             | 2016-17        | 10       | 1     | -             | -             | -                  | -                  | 1        | 0     | 11       | 1     |
| Colón Argentina      | 1ª             | 2017-18        | 4        | 1     | 1             | 0             | -                  | -                  | 1        | 0     | 6        | 1     |
| Colón Argentina      | 1ª             | 2018-19        | 4        | 0     | -             | -             | 3                  | 2                  | 4        | 3     | 11       | 5     |
| Colón Argentina      | 1ª             | 2019-20        | 0        | 0     | 3             | 1             | 1                  | 0                  | 3        | 1     | 7        | 2     |
| Colón Argentina      | 1ª             | 2021           | 0        | 0     | 7             | 2             | -                  | -                  | -        | -     | 7        | 2     |
| Colón Argentina      | Total          | Total          | 21       | 3     | 11            | 3             | 4                  | 2                  | 9        | 4     | 45       | 12    |
| Platense Argentina   | 1ª             | 2021           | 14       | 1     | -             | -             | -                  | -                  | -        | -     | 14       | 1     |
| Platense Argentina   | 1ª             | 2022           | 0        | 0     | 3             | 0             | -                  | -                  | -        | -     | 3        | 0     |
| Platense Argentina   | Total          | Total          | 14       | 1     | 3             | 0             | -                  | -                  | -        | -     | 17       | 1     |
| Colón Argentina      | 1ª             | 2022           | 4        | 1     | -             | -             | -                  | -                  | 1        | 2     | 5        | 3     |
| Colón Argentina      | Total          | Total          | 4        | 1     | -             | -             | -                  | -                  | 1        | 2     | 5        | 3     |
| Quilmes Argentina    | 2ª             | 2023           | 24       | 4     | -             | -             | -                  | -                  | -        | -     | 24       | 4     |
| Quilmes Argentina    | Total          | Total          | 24       | 4     | -             | -             | -                  | -                  | -        | -     | 24       | 4     |
| Colón Argentina      | 2ª             | 2024           | 2        | 0     | -             | -             | -                  | -                  | -        | -     | 2        | 0     |
| Colón Argentina      | Total          | Total          | 2        | 0     | -             | -             | -                  | -                  | 0        | 0     | 2        | 0     |
| Total en Colón       | Total en Colón | Total en Colón | 27       | 4     | 11            | 3             | 4                  | 2                  | 10       | 6     | 52       | 15    |
| Atlético Grau · Perú | 1ª             | 2024           | 13       | 3     | -             | -             | -                  | -                  | -        | -     | 13       | 3     |
| Atlético Grau · Perú | 1ª             | 2025           | 15       | 3     | -             | -             | 5                  | 0                  | -        | -     | 20       | 3     |
| Atlético Grau · Perú | Total          | Total          | 28       | 6     | -             | -             | 5                  | 0                  | -        | -     | 33       | 6     |
| Total                | Total          | Total          | 93       | 15    | 14            | 3             | 9                  | 2                  | 10       | 6     | 126      | 26    |

## Palmarés

### Campeonatos nacionales
| Título                      | Club  | Sede     | Año  |
| --------------------------- | ----- | -------- | ---- |
| Copa de la Liga Profesional | Colón | San Juan | 2021 |

Otros Logros:
 Subcampeón de la Copa Santa Fe 2018 con Colón de Santa Fe.

 Subcampeón de la Copa Sudamericana 2019 con Colón de Santa Fe.